# Timoteo Viti

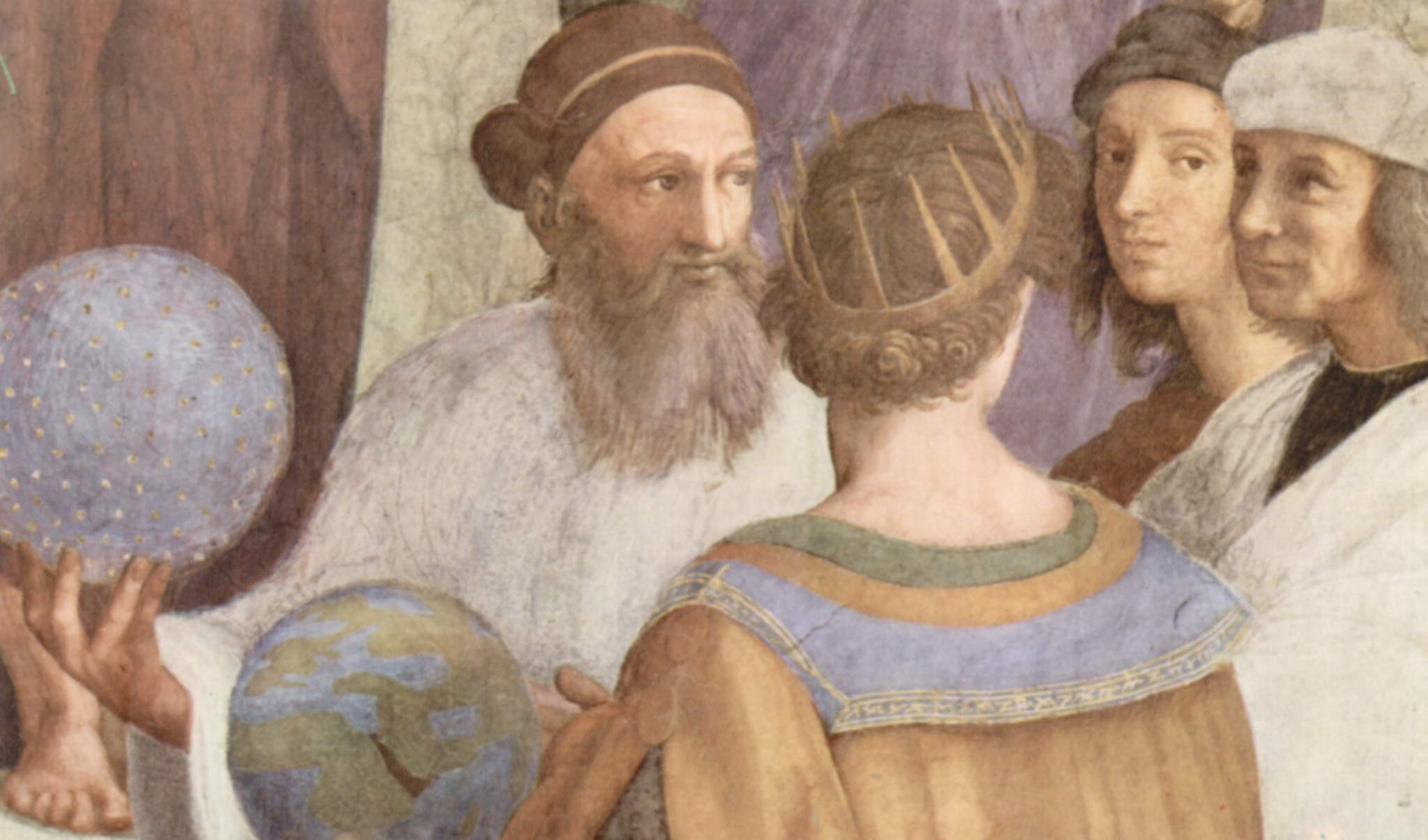
En este detalle del cuadro de Rafael Sanzio La Escuela de Atenas, se ha supuesto que Viti sirvió de modelo para el personaje que aparece a la derecha representando a Protógenes.

Timoteo Viti o Timoteo della Vite (Urbino, 1469 - Urbino, 1523), también conocido como Timoteo da Urbino, fue un pintor italiano del Renacimiento.

## Biografía
Nieto del pintor Antonio Alberti y también hijo de un pintor, Viti perteneció a una familia de artistas de Urbino.
Según los testimonios de Vasari y Malvasía, aprendió el oficio con Francesco Francia en Bolonia entre 1490 y 1495. Aunque no se puede confirmar documentalmente este hecho, la obra de Viti parece reflejar esta influencia.
De vuelta a Urbino, sustituyó a Giovanni Santi, el padre de Rafael, como pintor de la pequeña pero brillante corte ducal. Es posible que Viti se hiciera cargo de la formación del joven pintor, ahora huérfano. En todo caso, lo que es seguro es que entablaron una amistad duradera, pues Rafael le dejó a Viti numerosos dibujos que los descendientes de este vendieron a precio de oro.
En 1503 estaba en Urbino, pintando estandartes para César Borgia, el señor de la ciudad por entonces. En 1504 la familia Montefeltro recuperó el poder, y Viti, junto a Girolamo Genga, fue encargado de la decoración de la capilla de San Martino en la catedral por el obispo Arrivabene. En estos frescos su estilo le debe mucho al de Perugino.
En 1511 pudo contemplar en Roma la obra de Rafael, que a partir de entonces supuso una fuerte influencia en su arte. Hacia 1514 formó parte del amplio equipo de colaboradores que este reunió para decorar la Capilla Chigi en Santa Maria della Pace.
No obstante, en su obra tardía parece rechazar los principios rafaelescos para volver la vista atrás y tomar como referencia la pintura de finales del siglo XV. En sus últimos trabajos su estilo se vuelve más pesado, posiblemente debido a la creciente intervención de ayudantes del taller.
Timoteo Viti también cultivo la poesía y la música y participó activamente en la política de su ciudad natal, pues fue magistrado en 1508 y magistrado en jefe en 1513.

## Obras destacadas
- Frescos de la Cappella de San Martino (Catedral de Urbino, 1504)
- Virgen con niño y dos santos (Pinacoteca di Brera, Milán)
- María Magdalena (1508, Palazzo Ducale, Urbino)
- Apolo y la musa Talía (Tempietto delle Muse, Palazzo Montefeltro, ahora en la Galleria Corsini, Florencia)
- Cristo se aparece a la Magdalena, San Miguel arcángel y San Antonio Abad (1512, San Angelo Minore, Cagli)
- Anunciación con San Juan y San Sebastián (Pinacoteca de Brera, Milán)
- Magdalena penitente (1521, Catedral de Gubbio)

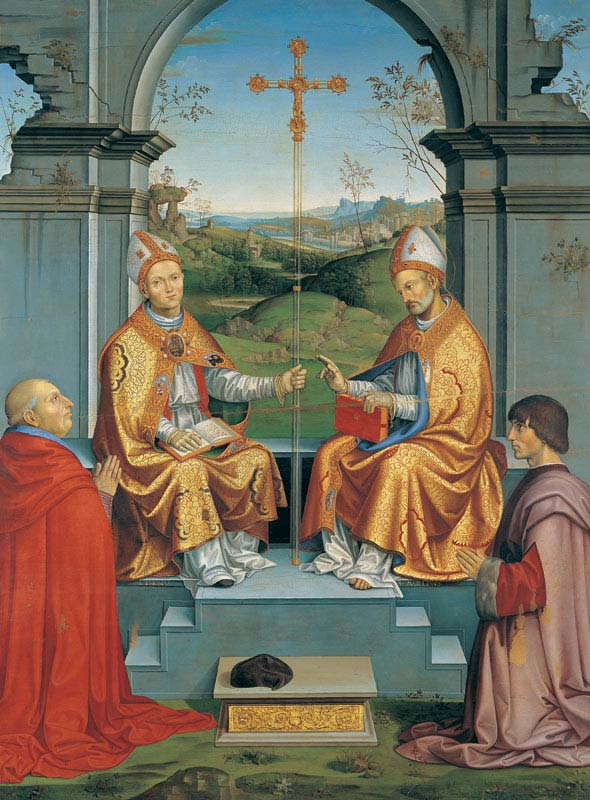
San Martín de Tours y Santo Tomás Beckett adorados por el obispo Arrivabene y Guidobaldo da Montefeltro, catedral de Urbino.
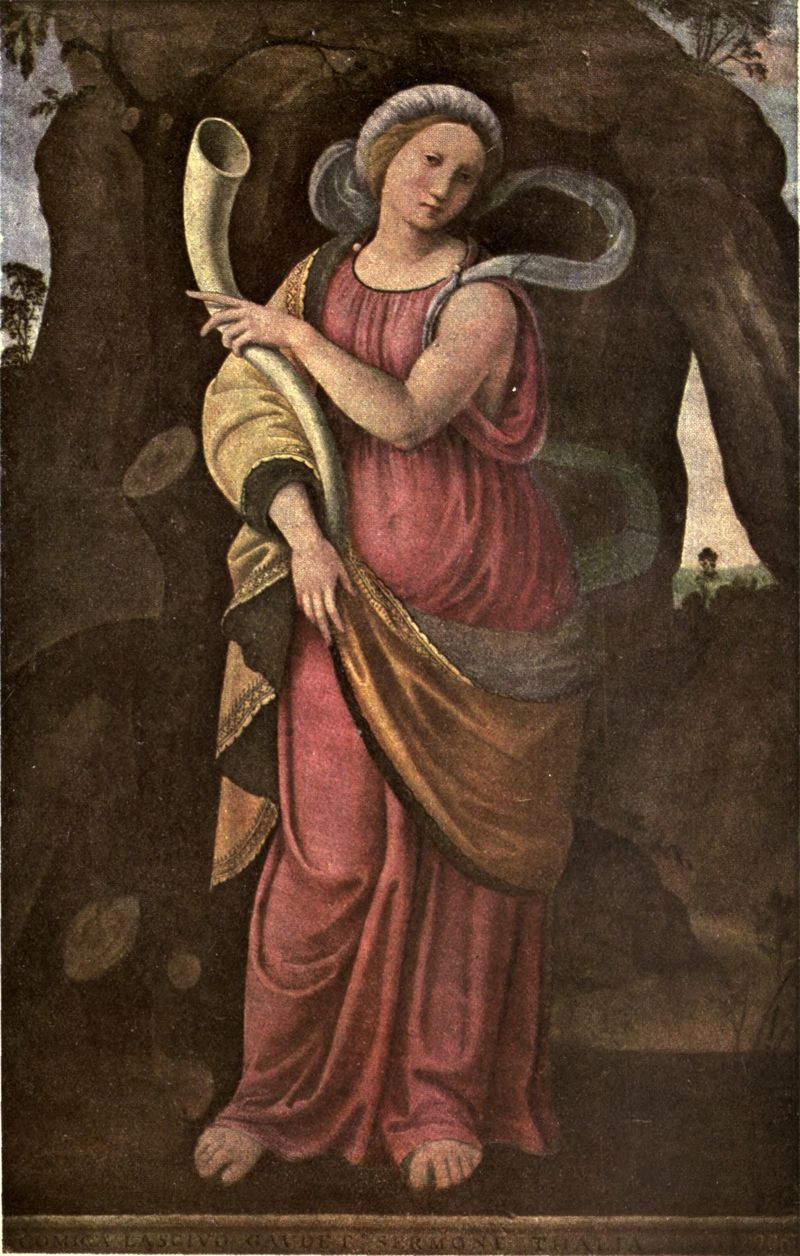
La musa Talía, Palacio Corsini, Florencia.
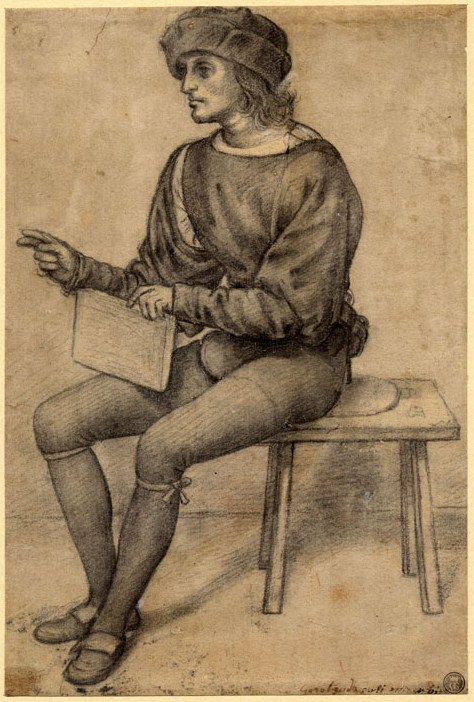
Estudio de hombre sentado, British Museum, Londres.